# Первая битва за Бин-Джавад
Битва за Бин-Джавад — битва за город Бин-Джавад между сторонниками и противниками лидера страны Муаммара Каддафи во время ливийской гражданской войны.

## Битва
5 марта 2011 года, после победы в битве за Рас-Лануф, повстанческие войска выдвинулись вдоль побережья Средиземного моря и захватили город Бин-Джавад. В Бин-Джаваде повстанцы остановились на ночь и планировали продолжить наступление на Сирт утром. Тем же вечером часть повстанцев вернулась в Рас-Лануф, чтобы они могли подготовиться к наступлению на запад.
Однако 6 марта выдвинувшиеся в сторону Сирта повстанцы были атакованы авиацией правительственных войск. Утром 6 марта повстанцы вернулись в Бин Джавад, проезжая через город они поняли, что войска лоялистов вошли в город накануне вечером и заняли позиции в домах и на крышах домов в рамках подготовки к засаде. Правительственные войска открыли огонь по повстанцам из автоматов и РПГ, и оппозиционные силы вскоре в полном расстройстве начали отступление к Рас-Лануфу. Во время хаоса около 50 повстанцев не смогли отступить, и забаррикадировались в мечети Бин-Джавада. Оппозиционные силы на 20 пикапах пытались пробиться обратно в город и спасти их, но были отбиты огнём артиллерии, один грузовик при этом был уничтожен. Остальная часть колонны быстро отступила к окраине города. Сторонники Каддафи вернули контроль над городом.
После того как повстанцы отступили к востоку от города, они были атакованы с воздуха вертолётами правительственных войск. Затем, после перегруппировки, повстанцы подогнали из Рас-Лануфа реактивные системы залпового огня и ударили по позициям сторонников Каддафи в Бин-Джаваде. Однако, правительственные войска также ответили огнём по позициям повстанцев. Новая линия фронта пролегла в трёх километрах к востоку от города.
В ходе боёв, один военный вертолет, как сообщается, был сбит повстанцами и упал в море.
Во время боя за Бин-Джавад, правительственные войска нанесли воздушный удар по военной базе в Рас-Лануфе, контролируемой повстанцами. По крайней мере, два человека погибло и 40 получили ранения.
Утром 7 марта BBC сообщило, что город находится под контролем правительственных сил, и они начали наступление на Рас-Лануф.
9 марта повстанцы попытались начали против Бин-Джавад еще раз. Тем не менее после выпустив около 50 ракет по городу и добившись некоторых успехов, они подверглись ударам артиллерии и авиации и отступили к Рас-Лануфу. По словам повстанцев по крайней мере 50-60 их бойцов были убиты в боевых действий 6 марта, и по некоторым данным 700 пропали без вести. В декабре 2011 года массовое захоронение, с телами 170 из 700 пропавших повстанцев, было обнаружено недалеко от города.

## Последствия
Битва за Бин-Джавад положила конец первому наступлению повстанцев. Это был последний населённый пункт, который они достигли в своём продвижении на запад страны, после чего правительственные силы начали контр-наступление, дойдя до ворот Бенгази, падение которого предотвратило лишь вмешательство сил ООН.
27 марта повстанцы вошли в Бин-Джавад после того как силы коалиции нанесли серию воздушных ударов по танкам оборонявших город, и это позволило повстанцам отбить его. Однако 29 марта они отступили под шквальным огнём артиллерии лоялистов.
Повстанцы в конце концов вернулись в Бин-Джавад через несколько месяцев после падения Триполи в августе 2011 года.